# ばくだん
『ばくだん』は、本宮ひろ志による日本の漫画作品。『週刊少年ジャンプ』（集英社）にて1984年52号から1985年30号まで連載された。
コミックスはジャンプ・コミックス（集英社）より全3巻。後にジャンプ・コミックス デラックス（集英社）より全2巻、ホームコミックス・本宮ひろ志傑作集（ホーム社）に全2巻で再版された。

## あらすじ
その破天荒さから「ばくだん」のあだ名を持つ中学生朝市軍兵は、日本有数の財閥・堂島コンツェルン総帥の孫にして、ヤクザ・関東朝市一家の親分の孫だった。

## 登場人物
朝市 軍兵

## 書誌情報
ジャンプ・コミックス（集英社）、全3巻
1. 1985年8月 ISBN 978-4088518213
2. 1985年12月 ISBN 978-4088518220
3. 1986年3月 ISBN 978-4088518237

ジャンプ・コミックス デラックス（集英社）、全2巻
1. 1988年12月 ISBN 978-4088582412
2. 1989年1月 ISBN 978-4088582429

ホームコミックス・本宮ひろ志傑作集（ホーム社）、全2巻
1. 本宮ひろ志傑作集11 1994年4月 ISBN 978-4834230819
2. 本宮ひろ志傑作集12 1994年5月 ISBN 978-4834230826